# 顾留馨
顾留馨（1908年—1990年），又名顾刘兴、顾兴，男，上海人，中国武术家。

## 生平
顾留馨受父影响，自幼喜诵诗文，酷爱武术，文武双修。先从崔姓教师习南拳；后从宫荫轩、刘震南、陈微明、武汇川、徐致一、吴鉴泉、陈发科、林济群、孙禄堂等学习心意六合拳、诸式太极拳与推手、形意拳以及八卦掌、八方刀、骑枪、棍术、剑术等拳械；并向友人田毓荣、傅采轩等学跤术及拦手门拳术；还向唐豪习日本劈刺术等。